# سوابح

السوابح أو السابحات مفرده سابح (بالإنجليزية: Nekton) مصطلح يشير إلى مجموع الأحياء التي تسبح في الماء، مثل الأسماك وغيرها من الحيوانات السابحة. وهي تشمل جميع الحيوانات البحرية التي تتحرك مستقلة عن التيارات، وضع هذا المصطلح عالم الأحياء الألماني إرنست هيكيل للتمييز بين السباحين النشطين في جسم من الماء، والكائنات الحية السلبية التي يحملها يحملها التيار مثل العوالق. كدليل إرشادي، تحتوي السابحات على عدد رينولدز مرتفع (أكبر من 1000) والكائنات الحية الأخرى على عدد منخفض (أقل من 10). ومع ذلك، يمكن لبعض الكائنات الحية أن تبدأ حياتها من ضمن العوالق ثم تنتقل لتكون سابحة في وقت لاحق من حياتها، مما يجعل التمييز أحياناً صعباً عند محاولة تصنيف بعض أنواع العوالق إلى السابحة. لهذا السبب، يختار بعض علماء الأحياء عدم استخدام هذا المصطلح.
أول من اقترح هذا المصطلح هو العالم الألماني إرنست هيكيل في عام 1891 في إحدى مقالاته حيث قارنها بالعوالق، أو مجموع الكائنات الحية المتحركة العائمة، أو المنجرفة، أو الكائنات الحية المتحركة المتحررة إلى حد ما الموجودة في جسم من الماء، وخاصة الطحالب الصغيرة والبكتيريا والبيض الصغير واليرقات للكائنات البحرية والأوليات وغيرها. واليوم يعتبر في بعض الأحيان مصطلحًا قديمًا لأنه لا يسمح في الغالب بالتمييز الكمي القابل للقياس بين هاتين المجموعتين. بعض علماء الأحياء لم يعودوا يستخدموا هذا المصطلح.